# Dirk Vogel (Politiker)
Dirk Vogel (* 5. November 1977 in Bad Kissingen) ist ein deutscher Politiker (SPD). Seit 2020 ist er Oberbürgermeister von Bad Kissingen.

## Leben

### Ausbildung und beruflicher Werdegang
Dirk Vogel wuchs in Bad Kissingen auf, wo er im Jahr 1997 das Abitur am Jack-Steinberger-Gymnasium ablegte. Nach dem Zivildienst studierte er von 1998 bis 2003 Sozialwissenschaften an der Georg-August-Universität Göttingen. Danach arbeitete er zwei Jahre als Referent beim SPD-Parteivorstand im Willy-Brandt-Haus in Berlin. In den Jahren 2005 bis 2017 arbeitete er bei der Verwaltung des Main-Kinzig-Kreises, unter anderem als Referatsleiter. Berufsbegleitend absolvierte er ein Studium Business Administration, das er im Jahr 2010 mit dem Master abschloss. Außerdem unterrichtete er an der Hessischen Hochschule für Polizei und Verwaltung (HfPV) in Wiesbaden. Ebenfalls berufsbegleitend wurde er 2017 in Sozialwissenschaften an der Universität Göttingen zum Doctor of Philosophy promoviert. Im Jahr 2017 wechselte er zur Stadt Rüsselsheim, wo er als Büroleiter des Baudezernenten tätig war.

### Politik
Im Jahr 2013 kandidierte Vogel in seinem damaligen Wohnort Bruchköbel für die SPD und dem Bruchköbeler BürgerBund (BBB) als Bürgermeister. Er kam auf 32,6 Prozent der Wählerstimmen und unterlag damit Amtsinhaber Günter Maibach (CDU), der 56,3 Prozent erreichte.
Bei der Kommunalwahl in Bayern am 15. März 2020 wurde Vogel mit 51,09 Prozent der Stimmen im ersten Wahlgang zum Oberbürgermeister von Bad Kissingen gewählt. Seine Amtszeit begann am 1. Mai 2020.
In seiner Amtszeit wurden, gefördert mit Mitteln des Freistaats Bayern und der EU, erhebliche Erneuerungsmaßnahmen in der Innenstadt von Bad Kissingen durchgeführt (öffentliche Plätze, Beleuchtung, Sonnenschirme). Daneben wurden umfangreiche Straßenerneuerungsmaßnahmen abgeschlossen, darunter der Neubau des westlichen Stadteingangs (Garitzer Kreisel), die Asphaltierungsarbeiten am Nord- und Ostring sowie die Sanierung der Prinzregentenstraße. Zudem starteten während seiner Amtszeit der Neubau des Theresien-Kindergartens, die Modernisierung und Erweiterung der Kita Poppenroth, die Sanierung des Terrassenschwimmbads und des Turniergebäudes.

## Publikationen
- Zwischen Rechenschaftspflicht und Verantwortlichkeit. Street Level Bureaucrats unter den Bedingungen des § 48 SGB II. Tectum, Baden-Baden 2017, ISBN 978-3-8288-4028-7.